# 鄭先哲
鄭先哲（韓語：정선철，1975年3月25日—），是一名韓國男演員。

## 演出作品

### 電視劇
- 2008年：MBC《別巡檢2》
- 2010年：MBC《別巡檢3》
- 2015年：SBS《六龍飛天》
- 2019年：SBS《綠豆花》飾演 南書房[3][4]
- 2021年：tvN《Voice 4》飾演 金億滿（EP6）
- 2021年：tvN《邪惡與瘋狂》飾演 毒販（EP10）
- 2021年：tvN《不可殺：永生之靈》飾演 畫家/商人崔災影（EP2,3）
- 2022年：TVING《內科朴院長》飾演 暴力傾向患者（EP8）
- 2022年：MBC《還有明天》飾演 村民（EP14）
- 2022年：KBS2《由零開始愛上你》飾演 陸正煥的爸爸（EP3）
- 2022年：Coupang Play《安娜》飾演 鄭熙成
- 2022年：SBS《非常律師禹英禑》飾演 金正煥（EP7,8）
- 2022年：tvN《獵鑽緝兇》飾演 權會長的父親（EP7）
- 2022年：Disney+《第三人稱復仇》飾演 梁一錫（EP1,6）
- 2022年：SBS《災後調查日誌》飾演 金大武（EP5.7）
- 2022年：KBS2《Drama Special－知道阿斯坦加嗎？》飾演 黃哲勇
- 2023年：JTBC《壞媽媽》飾演 中央飼料店老闆（EP1）
- 2023年：tvN《九尾狐傳1938》飾演 入道（EP8-11）[5][6]
- 2023年：tvN《今生也請多指教》飾演 林昌洙（EP6-8）
- 2023年：SBS《災後調查日誌2》飾演 金大武（EP8）
- 2023年：Netflix《盜賊之歌》飾演 金南春[7]
- 2023年：tvN《無人島的Diva》飾演 文勇九[8]
- 2023年：Netflix 《Sweet Home 2》飾演 金基春
- 2024年：tvN《不可能的婚禮》飾演 金浩太的爸爸（EP1,3）
- 2024年：JTBC《沒有秘密》飾演 緊張的受訪者（EP12）
- 2024年：Netflix《Sweet Home 3》飾演 金基春
- 2024年：Disney+《首爾破笑組》飾演 田先生
- 2024年：Netflix《浮游先生》飾演 漁氏宗親（EP1,4,8）
- 2024年：JTBC《玉氏夫人傳》飾演 僕人（EP5）
- 2025年：Netflix《苦盡柑來遇見你》飾演 朴先生
- 2025年：Netflix《比天堂還美麗》飾演 朴哲進（EP4）
- 2025年：tvN《拜託戒酒吧》飾演 和尚（EP3.4）
- 2025年：tvN《牽牛和仙女》飾演 崔江植（EP1）

### 電影
- 2005年：《刑警 Duelist（朝鲜语：형사 Duelist）》飾演 酒幕的人們
- 2010年：《談性不說愛？》飾演 出版社B職員
- 2017年：《朴烈：逆權年代》飾演 精神科醫生 杉田
- 2017年：《南漢山城》飾演 百姓
- 2018年：《男人與女人（朝鲜语：남자와 여자）》飾演 時範[9]
- 2018年：《我的嘻哈我的家》飾演 中植
- 2019年：《國民英雄》飾演 木浦中央市場商販
- 2024年：《她死了》飾演 卡車車主

### 話劇
- 2007年：《歐亞海鷗(갈매기)》
- 2007年：《沒有未來(미래는 없다)》
- 2008年：《等待果陀(고도를 기다리며)》
- 2009年：《冤枉的女人(억울한 여자)》
- 2009年：《常勤小偷的故事(늘근도둑 이야기)》
- 2010年：《冤枉的女人(억울한 여자)》
- 2010年：《在棉田裡孤獨中(목화밭의 고독 속에서)》
- 2011年：《滿船(만선)》
- 2011年：《不能稱呼爸爸爲爸爸(아버지를 아버지라 부르지 못하고)》
- 2011年：《蜜蜂(벌)》
- 2012年：《永遠的和平(영원한 평화)》
- 2012年：《滿船(만선)》
- 2012年：《三國遺事計畫 - 我的處容一到晚上就去市場買羊(삼국유사 프로젝트 - 나의 처용은 밤이면 양들을 사러 마켓에 간다)》
- 2012年：《2012 尹英善慶典 - 曼哈頓一號(2012 윤영선 페스티벌 - 맨하탄 일번지)》
- 2013年：《馬克白(맥베드)》
- 2013年：《創傷修理工(트라우마 수리공)》
- 2013年：《沒有動物的話劇(동물 없는 연극)》
- 2013年：《一千隻眼睛(천 개의 눈)》
- 2015年：《想起的人(생각나는 사람)》
- 2016年：《漂泊的土地(떠도는 땅)》
- 2016年：《死亡與少女(죽음과 소녀)》
- 2018年：《暗戰(암전)》
- 2018年：《變成老鼠的男人(쥐가 된 사나이)》[10]
- 2021年：《怪物B(괴물B)》
- 2024年：《人情味(인간다움)》[11]

## 外部連結
- 鄭先哲在NAVER上的资料
- 정선철在韩国电影数据库（KMDb）上的資料（韓語）
- 정선철在互联网电影资料库（IMDb）上的資料（英文）